# Canton de Nîmes-3
Le canton de Nîmes-3 est une circonscription électorale française du département du Gard, dans l’arrondissement de Nîmes.

## Histoire
Le canton de Nîmes-3 a été créé en 1790.
Il a été modifié par décret du 23 juillet 1973 à l'occasion de la création des cantons de Nîmes-IV et Nîmes-V.
Il a été à nouveau modifié par décret du 20 janvier 1982 lors de la création du canton de Nîmes-6.
Un nouveau découpage territorial du Gard entre en vigueur à l'occasion des élections départementales de mars 2015, défini par le décret du 24 février 2014, en application des lois du 17 mai 2013 (loi organique 2013-402 et loi 2013-403). Les conseillers départementaux sont, à compter de ces élections, élus au scrutin majoritaire binominal mixte. Les électeurs de chaque canton élisent au Conseil départemental, nouvelle appellation du Conseil général, deux membres de sexe différent, qui se présentent en binôme de candidats. Les conseillers départementaux sont élus pour 6 ans au scrutin binominal majoritaire à deux tours, l'accès au second tour nécessitant 12,5 % des inscrits au 1er tour. En outre la totalité des conseillers départementaux est renouvelée. Ce nouveau mode de scrutin nécessite un redécoupage des cantons dont le nombre est divisé par deux avec arrondi à l'unité impaire supérieure si ce nombre n'est pas entier impair, assorti de conditions de seuils minimaux. Dans le Gard, le nombre de cantons passe ainsi de 46 à 23.
Le nouveau canton de Nîmes-3 est entièrement inclus dans l'arrondissement de Nîmes. Le bureau centralisateur est situé à Nîmes.

## Administration

### Juges de paix
| Période | Période | Identité         | Fonction précédente                     | Observation |
| ------- | ------- | ---------------- | --------------------------------------- | ----------- |
| 1819    | 1834    | Étienne Renouard | Juge de paix du canton de Nîmes-1       | -           |
| 1834    | 1868    | Auguste Vincent  |                                         | -           |
| 1868    | 1870    | Jacques Lafont   | Juge de paix du canton de Quissac       | -           |
| 1870    | 1887    | Eugène Brun      | Juge de paix du canton de Saint-Gilles  | -           |
| 1887    | 1904    | Théophile Roger  |                                         | -           |
| 1904    | 1912    | Mas              | Juge de paix du canton de Béziers-1     | -           |
| 1913    | 1917    | Honoré Roubion   | Juge de paix du canton de Montluçon-Est | -           |
| 1917    | 1918    | Émile Roux       | Juge de paix du canton de Béziers-1     | -           |
| 1918    | 1920    | Bellonet         | Juge de paix du canton de Lyon-IV       | -           |
| 1921    | 1928    | Jean Fumet       | Juge de paix du canton d'Avignon-Sud    | -           |
| 1928    | 1939    | Jean Vernier     | Juge de paix à Alès                     | -           |
| 1939    | 1945    | Michel Boudal    | Juge de paix du canton d'Alès-Sud-Est   | -           |
| 1945    | 1949    | Élie Artigues    | Juge de paix du canton de Tulle-Nord    | -           |
| 1949    | 1954    | Noël Cossa       | Juge de paix du canton du Havre-3       | -           |
| 1954    | 1958    | Joseph Armogathe |                                         | -           |

### Conseillers d'arrondissement
| Période                                  | Période          | Identité                         | Étiquette                 | Qualité                                                                   |
| ---------------------------------------- | ---------------- | -------------------------------- | ------------------------- | ------------------------------------------------------------------------- |
| 1833                                     | 1839             | François-Marie Boyer (1777-1848) |                           | Homme de loi, avocat                                                      |
| 1839                                     | 1848             | Philippe Eyssette                |                           | Avocat, magistrat, maire de Nîmes (1848-1851)                             |
| 1848                                     | 1852             | Casimir de Vallongue             |                           | Chef de bataillon de la garde nationale                                   |
| 1852                                     | 1867             | Amédée Béchard                   |                           | Avocat                                                                    |
| 1867                                     | 1883 (décès)     | Alphonse Aillaud                 | Légitimiste               | Avocat et avoué à Nîmes                                                   |
| 1886                                     | 1892             | Jean Lachèze                     |                           | Voyageur de commerce et propriétaire à Bouillargues                       |
| 1892                                     | 1895 (démission) | Ferdinand Bonnary                | Droite                    | Propriétaire à Bouillargues                                               |
| 1895                                     | 1901             | Guillaume de Bernis              | Droite                    | Maire de Bouillargues                                                     |
| 1901                                     | 1907             | Louis Périllier                  | Réactionnaire             | Distillateur, maire de Bouillargues                                       |
| 1907                                     | 1931             | Xavier Blachère                  | Réactionnaire (royaliste) | Maire de Bouillargues                                                     |
| 1931                                     | 1934             | Pierre Bautilla                  | Réactionnaire             | Maire de Garons                                                           |
| 1934                                     | 1940             | Simon Castel                     | SFIO                      | Propriétaire, maire de Bouillargues, révoqué par le Gouvernement de Vichy |
| Les données manquantes sont à compléter. |                  |                                  |                           |                                                                           |

### Conseillers généraux
| Période | Période      | Identité                                      | Étiquette                | Qualité |
| ------- | ------------ | --------------------------------------------- | ------------------------ | --- |
| 1833    | 1848         | Ferdinand Béchard                             | Droite                   | Avocat à Nîmes puis à la Cour de Cassation Député (1837-1846, 1848-1851                                                                                             |
| 1848    | 1852         | Charles de Surville                           | Droite Légitimiste       | Propriétaire du château de Lacoste Représentant du peuple (1849-1851)                                                                                               |
| 1852    | 1858         | Léonce Curnier                                | Bonapartiste             | Négociant, ancien Trésorier-payeur général du Pas-de-Calais Président du Conseil Général Député (1852-1853)                                                         |
| 1858    | 1861 (décès) | Jean Duplan                                   |                          | Négociant Maire de Nîmes (1857-1861) |
| 1858    | 1870         | Paulin Talabot                                | Centre droit             | Ingénieur en chef des Ponts et Chaussées Député (1863-1870) |
| 1870    | 1871         | Duc Amable Antoine Emmanuel de Crussol d'Uzès | Extrême-droite           | Grand propriétaire Député (1871-1876) |
| 1871    | 1874         | Roger de Larcy                                | Droite                   | Magistrat Député de l'Hérault (1839-1846), du Gard (1848-1851, 1871-1876) Ministre (1871) Sénateur (1877-1882)                                                      |
| 1874    | 1880         | Hippolyte de Surville                         | Royaliste                | Colonel en retraite à Nîmes |
| 1880    | 1902 (décès) | Jules de Pierre de Bernis                     | Droite (Royaliste)       | Ancien officier Conseiller municipal de Nîmes Député du Gard (1889-1898)                                                                                            |
| 1902    | 1922         | René Baron de Trinquelague-Dions              | Conservateur (Royaliste) | Administrateur des mines d'anthracite de La Mure (Isère) Propriétaire à Nîmes                                                                                       |
| 1922    | 1928         | Baron Guillaume de Pierre de Bernis           | Conservateur             | Ancien capitaine d'artillerie du groupe territorial du 14ème bataillon Ancien directeur du service central des mines de Carmaux                                     |
| 1928    | 1940         | Pierre Blanchard                              | Conservateur royaliste   | Lieutenant-colonel en retraite |
|         |              |                                               |                          | |
| 1945    | 1949         | Gilberte Roca                                 | PCF                      | Sténodactylo Députée du Gard (1946-1958) |
| 1949    | 1967         | Albert Drouot                                 | RPF puis RS puis UNR     | Premier adjoint au maire de Nîmes |
| 1967    | 1985         | Robert Martin                                 | PCF                      | Cheminot Adjoint au maire de Nîmes (1965-1983) |
| 1985    | 1998         | Camille Lapierre                              | UDF                      | Chirurgien Adjoint au maire de Nîmes (jusqu'en 1995), suppléant du député Jean Bousquet (1988-1993)                                                                 |
| 1998    | 2004         | Jacques Bondoux                               | PS                       | Adjoint au maire de Nîmes (1995-2001) |
| 2004    | 2011         | Alain Clary                                   | PCF                      | Professeur d'histoire-géographie retraité Député de la 1re circonscription du Gard (1997-2002) Maire de Nîmes (1995-2001) Conseiller municipal de Nîmes (2001-2014) |
| 2011    | 2015         | Christian Bastid                              | PCF                      | Employé du secteur privé Conseiller municipal de Nîmes Élu en 2015 dans le Canton de Nîmes-2                                                                        |

### Conseillers départementaux
| Période élective | Période élective | Mandat | Mandat   | Identité                 | Nuance | Nuance | Qualité |
| ---------------- | ---------------- | ------ | -------- | ------------------------ | ------ | ------ | --- |
| 2015             | 2021             | 2015   | 2021     | Laurent Burgoa           |        | LR     | Chargé de mission Adjoint au maire de Nîmes depuis 2008 Ancien conseiller général du Canton de Nîmes-4 Sénateur depuis le 27 septembre 2020    |
| 2015             | 2021             | 2015   | 2021     | Claude de Girardi        |        | LR     | Directrice de la Mission locale d'insertion des jeunes de Nîmes Conseillère municipale (2001-2008) puis adjointe au maire de Nîmes depuis 2008 |
| 2021             | 2028             | 2021   | en cours | Dominique Andrieu-Bonnet |        | EELV   | Enseignante. |
| 2021             | 2028             | 2021   | en cours | Vincent Bouget           |        | PCF    | Enseignant. Conseiller municipal de Nîmes depuis 2020.                                                                                         |

### Résultats détaillés

#### Élections de mars 2015
À l'issue du 1er tour des élections départementales de 2015, deux binômes sont en ballottage : Laurent Burgoa et Mme Claude de Girardi (Union de la Droite, 30,28 %) et Daniéla de Vido et Thierry Jacob (FN, 29,12 %). Le taux de participation est de 49,45 % (10 400 votants sur 21 033 inscrits) contre 53,96 % au niveau départemental et 50,17 % au niveau national.
Au second tour, Laurent Burgoa et Claude de Girardi (Union de la Droite) sont élus avec 64,58 % des suffrages exprimés et un taux de participation de 49,72 % (5 921 voix pour 10 458 votants et 21 034 inscrits).

#### Élections de juin 2021
Le premier tour des élections départementales de 2021 est marqué par un très faible taux de participation (33,26 % au niveau national). Dans le canton de Nîmes-3, ce taux de participation est de 28,94 % (6 287 votants sur 21 723 inscrits) contre 33,46 % au niveau départemental. À l'issue de ce premier tour, deux binômes sont en ballottage : Dominique Andrieu-Bonnet et Vincent Bouget (Union à gauche avec des écologistes, 34,72 %) et Sabine Adam et Abderzak Berkani (RN, 23,07 %).
Le second tour des élections est marqué une nouvelle fois par une abstention massive équivalente au premier tour. Les taux de participation sont de 34,36 % au niveau national, 34,93 % dans le département et 29,62 % dans le canton de Nîmes-3. Dominique Andrieu-Bonnet et Vincent Bouget (Union à gauche avec des écologistes) sont élus avec 64,04 % des suffrages exprimés (3 768 voix pour 6 436 votants et 21 727 inscrits),,. 

## Composition

### Composition avant 2015

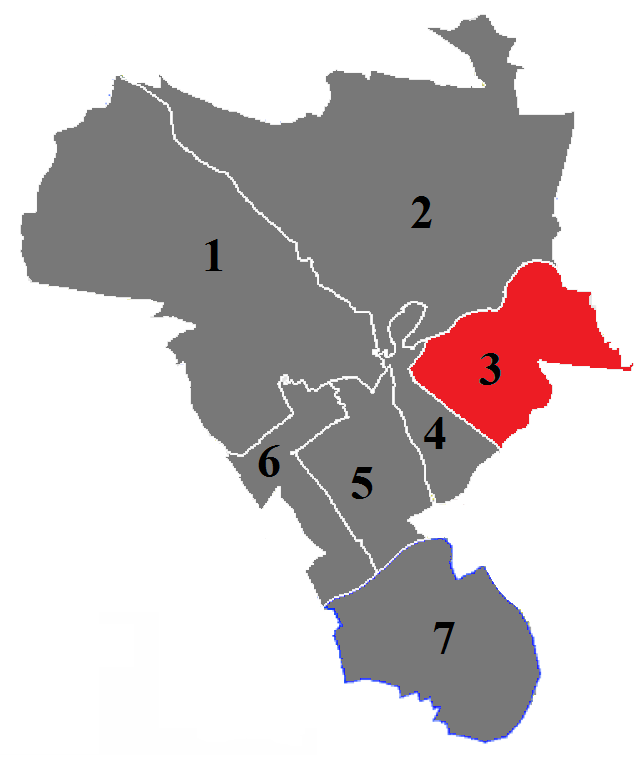
Situation du canton de Nîmes-3 dans la ville de Nîmes de 1982 à 2015.

Lors du remodelage de 1973, le canton de Nîmes-III se composait de :
- les communes de Bouillargues et de Rodilhan,
- la portion de territoire de la ville de Nîmes déterminée, en partant de la route nationale no 113, par l'axe des voies ci-après : route nationale no 113, avenue du Général-Leclerc, boulevard Talabo, rue d'Avignon, route d'Avignon, route nationale no 86 et limites séparant la commune de Nîmes de celles de Marguerittes, Rodilhan et Bouillargues.

Son territoire est réduit par décret du 20 janvier 1982 ; il est alors composé de la seule portion de territoire de la ville de Nîmes déterminée, en partant de la route nationale 113, par l'axe des voies ci-après : route nationale 113, avenue du Général-Leclerc, boulevard Talabot, rue d'Avignon, route d'Avignon, route nationale 86 et par les limites séparant la commune de Nîmes de celles de Marguerittes, Rodilhan et Bouillargues.
De 1982 à 2015, il incluait les quartiers suivants :
- Grézan  ;
- Pont de Justice ;
- Chemin-bas d'Avignon ;
- Saint-Dominique ;
- Mas de Possac ;
- Chalvidan ;
- Les Oliviers ;
- Les Amoureux ;
- Mas de Ville ;
- Haute-Magaille ;
- Le Clos d’Orville ;
- Route de Beaucaire.

### Composition à partir de 2015
| Nom                           | Code Insee | Intercommunalité   | Superficie (km2) | Population (dernière pop. légale)                 | Densité (hab./km2) | Modifier                                    |
| ----------------------------- | ---------- | ------------------ | ---------------- | ------------------------------------------------- | ------------------ | ------------------------------------------- |
| Nîmes (bureau centralisateur) | 30189      | CA Nîmes Métropole | 161,85           | Fraction : 36 297 (2022) Commune : 150 444 (2022) | 930                | modifier les données · modifier les données |
| Canton de Nîmes-3             | 3012       |                    |                  | 36 297 (2022)                                     |                    | modifier les données                        |

Le nouveau canton de Nîmes-3 comprend la partie de la commune de Nîmes située au sud et à l'est d'une ligne définie par l'axe des voies et limites suivantes : depuis la limite territoriale de la commune de Rodilhan, route de Beaucaire, autoroute A 9, cours d'eau, rue Cristino-Garcia, rond-point Haroun-Tazieff, boulevard du Président-Salvador-Allende, rond-point Rishon-le-Zion, route de Beaucaire, rue de Beaucaire, place Gabriel-Péri, boulevard de l'Amiral-Courbet, boulevard Gambetta, place de la Division-Daguet, boulevard Étienne-Saintenac, rue Vincent-Faïta, avenue du Mont-Duplan, rue de la Poudrière, rue de l'Enclos-Rey, rue de la Garrigue, rue de la Faïence, place du Docteur-Cantaloube, rue Vaissette, rue Vincens, rue de la Lampèze, rue d'Albénas, rue Rouget-de-Lisle, rue des Bénédictins, rue de la Tour-Magne, rue Pasteur, quai de la Fontaine, pont de Vierne, place Aristide-Briand, rue Rabaut-Saint-Étienne, rue Bernard-Lazare, rue des Chassaintes, rue Benoît-Malon, rue Fernand-Pelloutier, rue Ernest-Renan, rue du Mail, place Montcalm, rue de la République, rue Ruffi, boulevard du Sergent-Triaire, rue André-Simon, avenue Pierre-Gamel, boulevard du Président-Salvador-Allende, chemin bas du Mas-de-Boudan, autoroute A 9, avenue François-Mitterrand, rond-point de la Première-Division-Française-Libre, route départementale 42, jusqu'à la limite territoriale de la commune de Caissargues.

## Démographie

### Démographie avant 2015
| 1962 | 1968 | 1975 | 1982 | 1990   | 1999   | 2006   | 2011   | 2012   |
| ---- | ---- | ---- | ---- | ------ | ------ | ------ | ------ | ------ |
| -    | -    | -    | -    | 22 847 | 24 867 | 26 460 | 25 252 | 25 555 |

### Démographie depuis 2015
En 2022, le canton comptait 36 297 habitants, en évolution de −2,25 % par rapport à 2016 (Gard : +2,97 %, France hors Mayotte : +2,11 %).
| 2013   | 2018   | 2022   |
| ------ | ------ | ------ |
| 36 642 | 37 137 | 36 297 |